# クリストファー・ストリート駅 (パストレイン)
クリストファー・ストリート駅（英: Christopher Street）はニューヨーク市マンハッタン区グリニッジ・ヴィレッジのグリニッジ・ストリートとハドソン・ストリート交差点に位置するパストレインの駅である。　

## 駅構造
| G           | 地上階 | 出入口 |
| B1          | 改札階 | 改札口 |
| B2 ホーム階 | ← HOB–33 ホーボーケン駅行き（終点） ← JSQ–33 ジャーナル・スクエア駅行き（ニューポート駅） ← JSQ–33 (via HOB) ジャーナル・スクエア駅行き（ホーボーケン駅） | ← HOB–33 ホーボーケン駅行き（終点） ← JSQ–33 ジャーナル・スクエア駅行き（ニューポート駅） ← JSQ–33 (via HOB) ジャーナル・スクエア駅行き（ホーボーケン駅） |
| B2 ホーム階 | 島式ホーム、左側のドアが開く | |
| B2 ホーム階 | 北行線 | → HOB–33 33丁目駅行き（9丁目駅）→ JSQ–33 33丁目駅行き（9丁目駅）→ JSQ–33 (via HOB) 33丁目駅行き（9丁目駅）→                                               |

当駅は1908年2月25日に開業した島式ホーム1面2線の地下駅である。